# 哈馬德·本·蘇韋尼
賽義德-哈馬德·本·蘇韋尼·布賽義迪（阿拉伯语：‎；约1857年–1896年8月25日）為尚吉巴蘇丹國的第五任蘇丹，並於1893年3月5日統治尚吉巴至1896年8月25日。其中，他在1893年3月5日上午11點40分以突然死亡作結，並且幾乎可以肯定他是被他的表弟哈立德·本·巴爾加什毒死的，後者隨後自稱為新任蘇丹，並持續至英桑戰爭後被英國軍隊取代為止。